# 곽경윤
곽경윤은 대한민국의 텔레비전 드라마 작가이다.

### 시트콤
- 2008년 ~ 2009년 MBC 저녁 일일 시트콤 《그분이 오신다》 ... 공동집필
- [[2009년[[ MBC 저녁 일일 시트콤 《태희 혜교 지현이》 ... 공동집필
- 2012년 KBS2 저녁 일일 시트콤 《선녀가 필요해》 ... 공동집필

### 예능
- 2013년 tvN 예능프로그램 《SNL 코리아 시즌 4》 ... 공동집필
- 2015년 tvN 예능프로그램 《SNL 코리아》 ... 공동집필
- 2017년 tvN 예능프로그램 《SNL 코리아 시즌 9》 ... 공동집필

### 드라마
- 2015년 tvN 2부작 금요 단막드라마 《미생물》 ... 공동집필
- 2016년 월, 수, 금 웹 드라마 《천년째 연애중》 ... 공동집필

### 영화
- 2024년 영화 《청설》 ... 공동각본